# Международный аэропорт Виру-Виру
Международный аэропорт Виру-Виру (исп. Aeropuerto Internacional Viru Viru; ИАТА: VVI, ИКАО: SLVR) — международный аэропорт, обслуживающий боливийский город Санта-Крус-де-ла-Сьерра. Аэропорт Виру-Виру — крупнейший в Боливии, он способен принимать самолёты вплоть до размеров Boeing 747-400. Аэропорт является узловым для крупнейшей авиакомпании страны, Boliviana de Aviación, и раньше был узловым для компании Lloyd Aéreo Boliviano, до прекращения её работы в 2008 году.
Аэропорт Виру-Виру заполнил пробелы в авиаиндустрии Боливии. Он стал важным звеном между Ла-Пасом и другими городами Боливии. Так как аэропорт Эль-Альто, обслуживающий Ла-Пас, находится на большой высоте, то временами добраться до столицы из отдаленных городов бывает трудно, поэтому многие решаются на полёт из аэропорта Виру-Виру. Большинство рейсов, которые садятся в аэропорту — либо внутренние, либо из граничащих с Боливией южноамериканских государств. Аэропорт находится в приблизительно 15 км к северу от города.

## История
Идея постройки аэропорта у Санта-Крус-де-ла-Сьерра появилась у генерала Рене Баррьентоса, бывшего президента Боливии, в 1965 году. Аэропорт открылся в 1983 году, после пяти лет постройки, заменив собой бывший аэропорт, Эль-Тромпильо. Сейчас, аэропорт Эль-Тромпильо окружен домами, что препятствует его расширению; в аэропорту Виру-Виру такой проблемы нет. Аэропорт был выстроен в муниципалитете Варнес, к северу от Санта-Крус-де-ла-Сьерра. 
Во время правления президента Эво Моралеса, было объявлено о плане преобразования аэропорта в региональный хаб. К этому была подключена китайская компания Beijing Urban. Тем не менее, в 2016 году было объявлено о том, что договор с Beijing Urban был разорван из-за нескольких нарушений, допущенных компанией.
В 2020 году, правительство Жанин Аньес продолжило анализ предложений по продвижению этого проекта, работа над которым ещё не началась.

## Операторы
1 марта 1997 года, правительство Боливии подписало контракт с компанией Airport Group International на 25 лет на управление аэропортом Эль-Альто в Ла-Пасе, аэропортом имени Хорхе Вильстерманна в Кочабамбе, и аэропортом Виру-Виру в Санта-Крус-де-ла-Сьерра. Для управления концессией было создано общество с ограниченной ответственностью «Servicios de Aeropuertos Bolivianos». В 1999 году Airport Group International выкупила компания TBI, а в 2004 году испанская компания Abertis выкупила TBI. Abertis управляла аэропортом до 2013 года, когда правительство приказало национализивать SABSA. С тех пор, аэропортом управляет национализированная «Servicios de Aeropuertos Bolivianos».

## Направления

### Пассажирские
| Авиакомпания           | Точки назначения |
| ---------------------- | --- |
| Aerolíneas Argentinas  | Буэнос-Айрес |
| Air Europa             | Мадрид |
| Amaszonas              | Асунсьон, Кочабамба, Кордова, Куско, Фос-ду-Игуасу, Гуаярамерин, Икике, Ла-Пас, Монтевидео, Риберальта, Рио-де-Жанейро, Сукре, Тариха, Якуиба |
| Avianca                | Богота |
| Boliviana de Aviación  | Буэнос-Айрес, Кобиха, Кочабамба, Ла-Пас, Мадрид, Майами, Оруро, Сальта, Сан-Паулу, Сукре, Тариха, Тринидад, Якуиба                            |
| Conviasa               | Каракас |
| Copa Airlines          | Панама |
| EcoJet                 | Кобиха, Гуаярамерин, Риберальта, Сукре, Тариха, Тринидад                                                                                      |
| Gol Transportes Aéreos | Сан-Паулу |
| LATAM Brasil           | Сан-Паулу |
| LATAM Chile            | Сантьяго |
| LATAM Perú             | Лима |

### Грузовые
| Авиакомпания                  | Точки назначения          |
| ----------------------------- | ------------------------- |
| Transportes Aéreos Bolivianos | Кочабамба, Ла-Пас, Майами |

## Происшествия
- 28 ноября 2016 года, самолёт, вылетевший из аэропорта Виру-Виру в аэропорт Медельин Кордова в Колумбии, разбился у города Ла-Унион в колумбийском департаменте Антиокья. В катастрофе выжило лишь 6 человек из 77 людей на борту — 68 пассажиров и 9 членов экипажа. На борту того самолёта находилось большинство игроков из бразильской футбольной команды Шапекоэнсе, которая должна была сыграть против колумбийской команды «Атлетико Насьональ» на Южноамериканском кубке 2016. Специальное административное подразделение гражданской авиации Колумбии расследовало катастрофу вместе с экспертами из британского Отдела расследований авиакатастроф (AAIB).